# Oxira formosensis
Oxira formosensis là một loài bướm đêm trong họ Noctuidae.